# バックドロップ (テレビ番組)
『バックドロップ』は、2004年4月3日から同年9月25日まで名古屋テレビ（メ〜テレ）で放送されたバラエティ番組。実際のタイトルロゴに副題は無いが、メ〜テレの公式サイトでは『メ〜テレワイド バックドロップ』と副題付きで表記されることもあった。放送時間は毎週土曜 16:30 - 17:25(JST) 。

## 概要
土曜夕方に放送されていた若者向けのバラエティ番組で、柳沢慎吾ほかレギュラー陣が視聴者から寄せられたタレコミ情報を基に東海3県各地でバラエティ企画を遂行するというものだった。各地からの中継には、NTTドコモのFOMA対応機種端末が持つ機能を活用していた。
放送開始当初はメ〜テレ本社多目的ホールに設置された特設スタジオからの生放送だったが、後に収録放送へと移行した。また、当初はメインコーナーである「バックドロップ署が行く!!」とその回限りの単発企画を中心とする構成だったが、2004年7月10日放送分からは「女子高生相撲」と「こちら!バクドロ編集部!!」の2コーナーが新たにメインコーナーに加わった。以来、番組はこの3コーナーを中心に行うようになり、単発企画は相対的に減っていった。
なお、初回放送日での視聴率は3.4%、占拠率は8.3%だった。

## 出演者
- 柳沢慎吾
- 檜山豊（ホーム・チーム）
- 与座嘉秋（ホーム・チーム）
- ノッチ（デンジャラス）
- ホリ
- 和希沙也
- 福井未菜 - 2004年7月まで出演。
- 海月ルイ - 2004年7月まで出演。
- 清水由美（当時メ〜テレアナウンサー） - 司会を担当。
- 影島香代子（当時メ〜テレアナウンサー） - ナレーションやその他の業務を担当。

## 主な企画
バックドロップ署が行く!!
リポーターが警察官や刑事に扮して名古屋の繁華街や漫画喫茶などへ繰り出し、そこで怪しい行為をしているバカップルや派手な格好をした女子高生などを相手に繰り広げる企画。そのような人物を見つけたら呼び止めてその場で事情聴取と持ち物検査をし、彼らに少しでもおかしなところがあればその場にマットを運び込んでバックドロップを仕掛けるというのがこのコーナーの基本的な流れだった。レギュラー陣全員で川島パーキングエリアや名古屋港などへ行き、そこに停まっている派手な車の持ち主に事情聴取をする回もあった。
女子高生相撲
女子高生16人が相撲で勝負をする企画。準決勝、決勝と対戦相手を下していくトーナメント方式で、メ〜テレ本社内の特設会場に観客を招いて行われていた。2004年7月10日放送分から実施。
こちら!バクドロ編集部!!
リポーターのノッチと和希沙也が喫茶マウンテンなどに代表される名古屋の危険地帯に挑んでいた企画。こちらも2004年7月10日放送分から実施。
単発企画
若者の言葉遣いの乱れを検証すべく、影島香代子にギャル語でニュースを読ませる企画（字幕付き）などを実施していた。